# Partido Revolucionario Dominicano
El Partido Revolucionario Dominicano (PRD), es un partido político  originalmente fue fundado por Juan Bosch en el año 1939 en Cuba. Su ideología desde su fundación tradicionalmente ha sido la socialdemocracia. Los inicios de la fundación del "Partido Revolucionario Dominicano" se remontan al 21 de enero del año 1939, en la Villa de El Cano, cercana a La Habana, Cuba. En esa fecha se trató el asunto de la formación del P.R.D. cuyos fundadores fueron Juan Bosch, Ángel Miolán, Nicolás Silfa, Juan Isidro Jiménez Grullón, Virgilio Mainardi Reyna, Lic. Manuel Calderón Hernandez, Lucas Pichardo y José Manuel Santana (Pipi). Estos jóvenes eran refugiados políticos del régimen dictatorial de Rafael Leónidas Trujillo.
Tiene orientación de centro-izquierda y es miembro de la Internacional Socialista.

## Historia
La fundación del Partido Revolucionario Dominicano se remonta al 21 de enero del año 1939, en la Villa de El Cano, cercana a La Habana, Cuba. En esa fecha se trató el asunto de la formación del PRD, cuyos fundadores fueron: Enrique Cotubanama Henríquez, Ángel Miolán, Nicolás Silfa, Juan Isidro Jiménez Grullón, Juan Bosch, Virgilio Mainardi Reyna, Lucas Pichardo, Pipi Hernández, Plinda Woss y Gill, Manuel Alexis Liz, y Romano Pérez Cabral.
Estos ciudadanos formalizaron todas las inquietudes de lucha contra la dictadura trujillista, aprobando una doctrina de partido y unos estatutos. Esa fue la primera manifestación orgánica en ese sentido. El PRD se fundó con el objetivo de acelerar la liquidación de la tiranía de Trujillo y luchar por un mejor porvenir democrático para la República Dominicana.
La primera seccional que se fundó fue la de Nueva York en el año 1940 en la residencia de Juan M. Díaz (Juanito). Para la formación viajaron a Nueva York, Juan Isidro Jiménez Grullón y Enrique Cotubanamá Henríquez. La dirección quedó en mano de Juanito M. Díaz y en esa fecha se optó por llamarle "Unión Revolucionaria Dominicana".
Hacia 1940, el secretario General del P.R.D. era Juan Isidro Jiménez Grullón, siendo otros directivos: el coronel Manuel Alexis Liz, Enrique Cotubanamá Henríquez, Lucas Pichardo, Virgilio y Víctor Mainardi Reyna, y el Dr. Romano Pérez Cabral. Tal era el interés que tenían los dominicanos exiliados por una organización que fortaleciera su lucha, que fueron rápidamente creadas seccionales en México, San Juan de Puerto Rico, Venezuela, Curazao y Aruba, además de la de Nueva York.
El PRD heredó en los años 1940 el nacionalismo progresista,[cita requerida] alimentados con los aportes de la Revolución mexicana de 1910 y el Aprismo de Víctor Raúl Haya de la Torre, también nacido en México en 1924. El Partido Revolucionario Dominicano se mantuvo en el exilio luchando, organizando y conspirando contra el régimen dictatorial de Rafael Leónidas Trujillo. Hubo varias expediciones armadas hacia la República Dominicana apoyado por el PRD y los demás grupos de exiliados que existían en diferentes países del extranjero. Las mayorías de estas expediciones armadas antitrujillistas fracasaron debido al férreo control que el dictador mantenía sobre el país, a los desacuerdos de los grupos políticos en el exterior, y a los calieses que mantenía Trujillo fuera de la nación.
Después del atentado mortal a Trujillo en mayo de 1961, la dirección del PRD en el exilio vio la necesidad de regresar al país, y así se dejó de lado la lucha armada como forma de derrocar el régimen. Tras ello se vio la necesidad de la acción política para conquistar el poder y solucionar la problemática nacional.

### Arribo al país
El 5 de julio de 1961 llegaron al país, enviados por el Partido Revolucionario Dominicano, Ángel Miolán, Nicolás Silfa y Ramón A. Castillo, en misión política de organizar el partido en todo el territorio de la República Dominicana. El 7 de julio, cientos de personas se reunieron en el parque Colón frente al recién inaugurado local del partido en la calle el Conde número 13, para el primer mitin de un partido de oposición después de la muerte de Trujillo. El mismo se inició con las palabras de la comisión del partido, encabezada por Ángel Miolán, Nicolás Silfa y Ramón Castillo.
Nicolás Silfa, antes de ganar el profesor Bosch, ya había abandonado al PRD aceptando un cargo de parte de Joaquín Balaguer.
Silfa también abogó por la permanencia de Balaguer en el poder quien posteriormente fuera calificado de "dictador ilustrado" durante su despótico mandato de 1966 a 1978, triunfo electoral que lograra con el país invadido por tropas estadounidenses.

### Elecciones de 1962

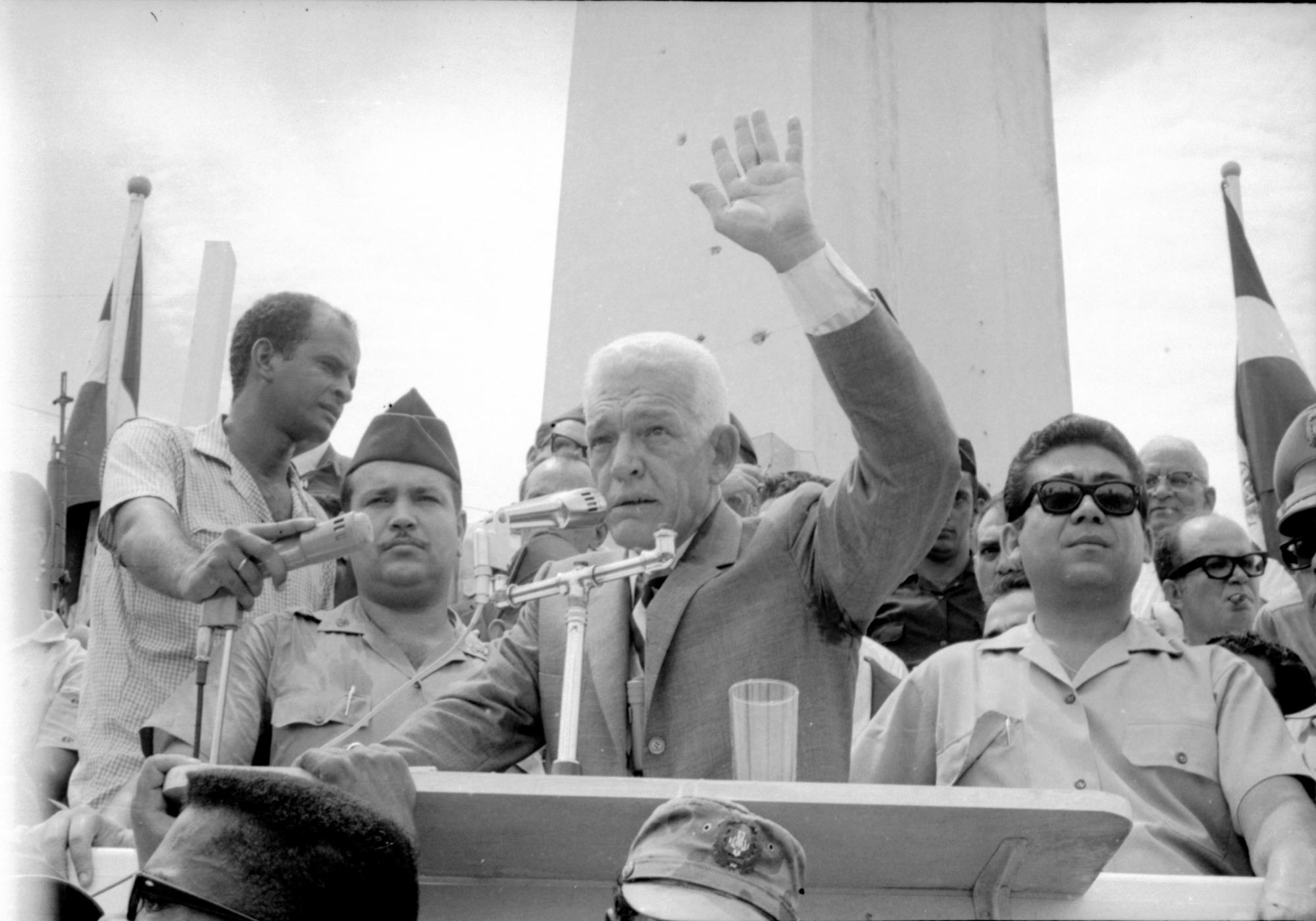
Presidente Juan Bosch. 1961

Luego, Juan Bosch regresa a la República Dominicana (1961) y se postula a la presidencia en las elecciones de 1962, al frente del Partido Revolucionario Dominicano (PRD). Obteniendo la victoria, el profesor Juan Bosch asumió el poder el 27 de febrero de 1963, pero su gobierno fue derrocado apenas siete meses luego de ser instituido, tras un golpe de Estado apoyado por la agencia de inteligencia estadounidense conocida como CIA.

### Elecciones de 1966 y 1970
Bosch participa nuevamente en las elecciones de 1966, pero resulta vencido ante el Partido Reformista, encabezado por Joaquín Balaguer, a causa mayormente de una campaña sucia efectuada por este último en contra de Juan Bosch. En la misma, Bosch fue amenazado de muerte si salía a hacer campaña.[cita requerida] Además, los Estados Unidos apoyaban claramente al sangriento régimen balaguerista, cumpliendo así con lo dicho por el presidente John F. Kennedy, de que prefería un régimen sangriento de categoría trujillista, a otro régimen comunista en el hemisferio.[cita requerida]
En 1970, el PRD se abstiene de la participación en las elecciones por no considerar el clima como apto para unas elecciones diáfanas y transparentes, pero José Francisco Peña Gómez contemplaba, al contrario de la decisión de Bosch, que lo mejor era fortalecer el partido por la vía democrática y no dejarlo en el aire.

### Fundación del PLD
En 1973 Bosch decidió marcharse del PRD por romper con los principales líderes del partido y con Peña Gómez, a quien anteriormente le hubiese llamado una estrella. Juan Bosch no consideró el partido lo que era antes, y decidió formar el Partido de la Liberación Dominicana (PLD), con tendencia de izquierda y estructura de cuadros.

### El Acuerdo de Santiago
Bosch abandonó así el PRD, y para el 11 de abril de 1974, se conformó la coalición "Acuerdo de Santiago", encabezado por el Partido Revolucionario Dominicano e integrado, además, por el Partido Revolucionario Social Cristiano, el Partido Quisqueyano Demócrata, el Movimiento de Integración Demócrata y Movimiento Popular Dominicano. Postularon las candidaturas de Silvestre Antonio Guzmán Fernández y Elías Wessin y Wessin.
Ante el inminente triunfo de la coalición opositora, Balaguer emprendió una agresiva persecución política contra los dirigentes y simpatizantes del Acuerdo de Santiago. Los militares, identificados con Balaguer, llevaron un pañuelo rojo en la punta del fusil, lo que provocó el retiro de la candidatura de Guzmán Fernández un día antes de las elecciones. El vacío así creado provocó que a pocas horas de los comicios, Balaguer se acercara a Homero Lajara Burgos ante la necesidad de tener un “contrincante” para “legitimar” el proceso de elecciones. Es entonces cuando Lajara Burgos se presenta como candidato apoyado por el Partido Demócrata Popular, el Movimiento Municipal del Pueblo, el Partido Voluntad Popular, la Unión Santiaguera y el Movimiento Independiente Bonaense.
El registro popular tuvo trastornos y la JCE dispuso que los electores votaran en cualquier mesa, sin importar que tuvieran o no registro electoral. Los comicios eran dirigidos desde el poder. En este período Balaguer, obviamente, ganó con 942 000 votos contra 170 033, supuestamente, de Lajara Burgos.

### Ascenso y caída del PRD (1978-1986)
En 1978, el PRD lleva como candidato presidencial a Antonio Guzmán, este ganó las terceras elecciones de la democracia dominicana moderna, y las primeras libres desde 1962. Al final de su gobierno, Antonio Guzmán se suicida antes de terminar su mandato quedando en manos la presidencia de Jacobo Majluta, siendo así el 4.º presidente dominicano desde 1962. Poco antes, en las elecciones de 1982, Salvador Jorge Blanco resulta ganador (como candidato del PRD), obteniendo una mayoría absoluta en ambas cámaras, Jorge Blanco se convirtió así en el 5.º presidente elegido democráticamente desde 1962. En 1986, Jacobo Majluta va como candidato presidencial, pero pierde ante el Partido Reformista Social Cristiano (PRSC) ya que Jorge Blanco no apoyaba a Majluta y negocia con Balaguer.

### Peña Gómez y el Resurgimiento del PRD
José Francisco Peña Gómez fue como candidato en las elecciones de 1990 fruto de la división de su partido que existía luego de los comicios de 1986. Pero en 1994 el partido se recompone a la figura de Peña y forma el Acuerdo de Santo Domingo junto con otros partidos de centro y centroizquierda dominicanos. De esa forma logra ganar las elecciones de ese año con más del 38 % de los votos, pero que al final fueron arrebatadas por Joaquín Balaguer y el PRSC dando comienzo a la crisis política más grave de la democracia moderna dominicana en 32 años. Al final, se permitió a Balaguer obtener el poder pero convocando a elecciones originalmente para noviembre de 1995, pero las fuerzas conservadoras del país las fijaron para mayo de 1996 junto con el establecimiento de la doble vuelta. En las elecciones de 1996, el PRD y el Acuerdo de Santo Domingo con Peña Gómez a la cabeza ganaron la primera vuelta con el 46 % de los votos, pero una alianza entre Joaquín Balaguer y el candidato del PLD y el segundo más votado Leonel Fernández llamado Frente Patriótico, provocaron la derrota por estrecho margen (1.05 %) en la segunda vuelta. En las elecciones al congreso y municipales de 1998, el PRD arrasa después de la muerte de su líder histórico Peña Gómez aquejado de cáncer de páncreas, que se produjo 6 días antes, el 10 de mayo. El Partido obtuvo 25 de las 29 senadurías de entonces, la mayoría absoluta en la cámara de diputados y muchas alcaldías del país.

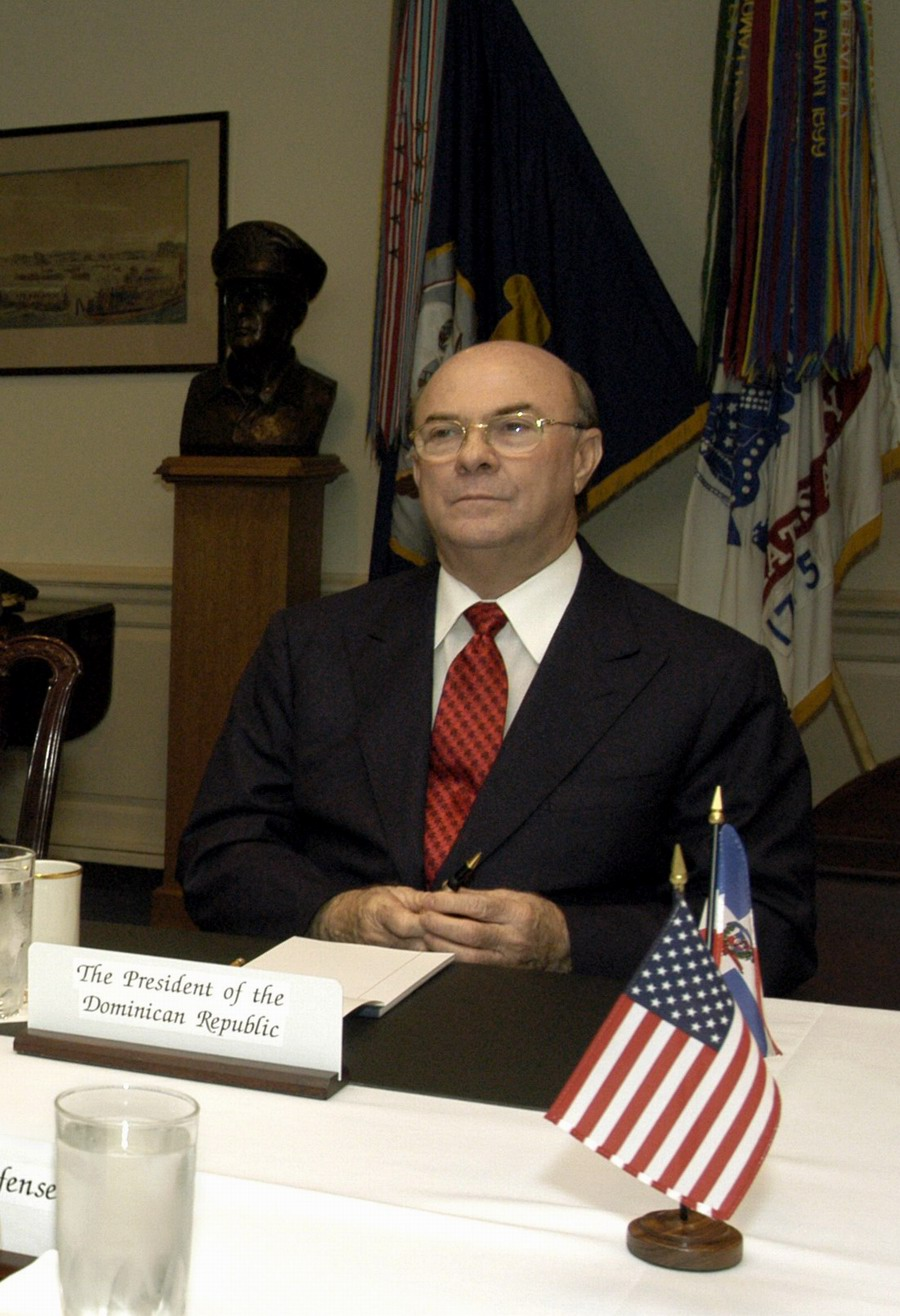
Hipólito Mejía lleva al PRD al poder en el 2000, después de 14 años en la oposición.

En el 2000, retorna a ser el partido gobernante con Hipólito Mejía a la cabeza con su eslogan: La esperanza de la gente. El PRD ganó las elecciones de ese año obteniendo el 49.8 % de los votos. Balaguer (quien obtuvo el 24 %) se negó a reeditar el Frente Patriótico de 1996 con el PLD que llevó de candidato a Danilo Medina (quien obtuvo el 25 %), ante los informes de que desde el gobierno fueron compradas las cédulas de identificación a los miembros de su partido, para que no ejercieran el voto, lo que evitó que Joaquín Balaguer obtuviera el segundo lugar. En 2002 amplia su mayoría en la asamblea nacional ganando en 29 de las 32 provincias del país y manteniendo una mayoría absoluta en la Cámara de Diputados y ganó muchos ayuntamientos, aunque perdió el del Distrito Nacional.

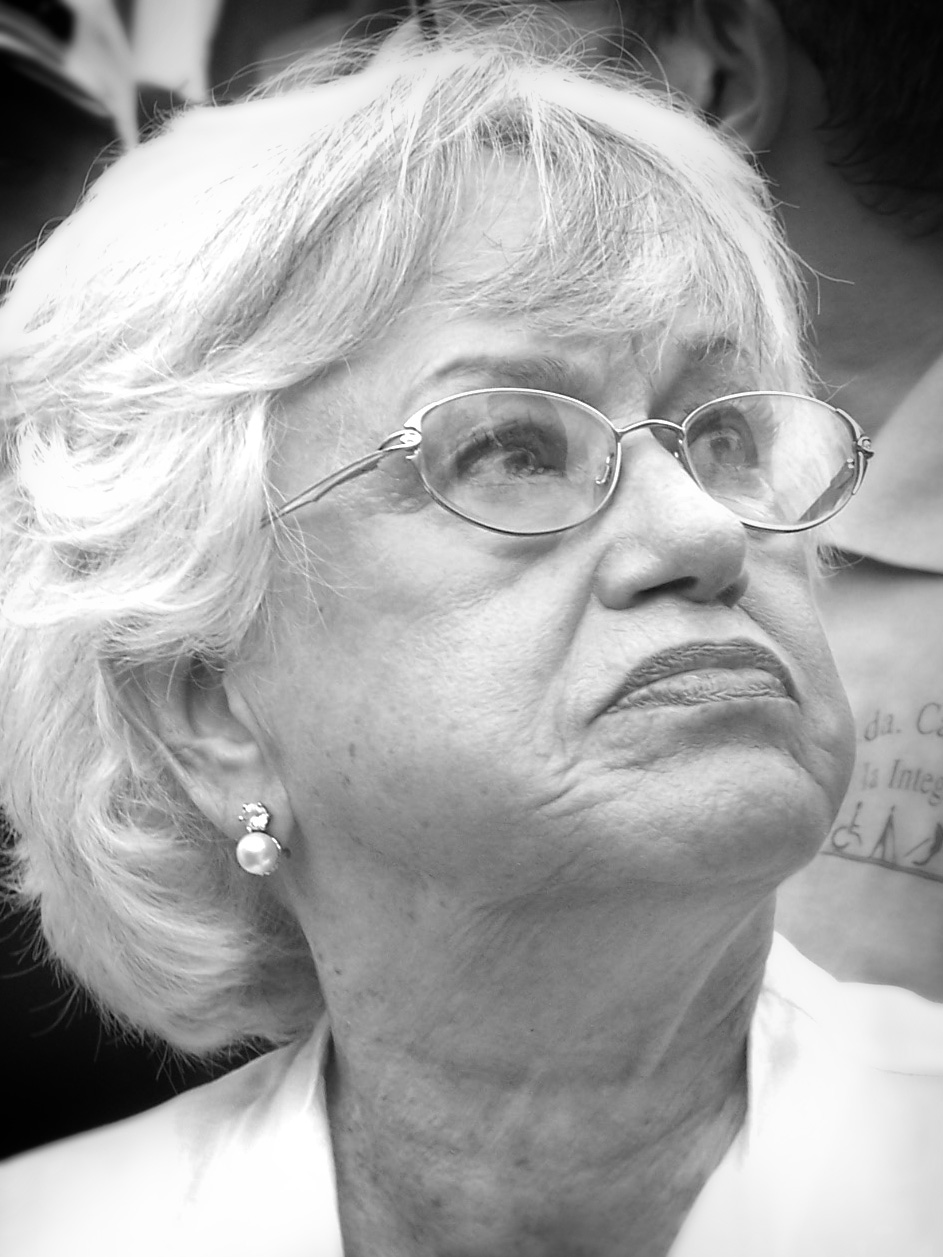
Milagros Ortiz Bosch es la primera mujer que logró llegar a la Vicepresidencia de la República Dominicana.

Rumbo a las elecciones de 2004, Mejía logró imponer la reelección presidencial, algo que contradecía los principios de ese partido y planteamiento que promovía su líder histórico José Francisco Peña Gómez de No Reelección Presidencial. Esto trajo divisiones abruptas y profundas en el seno del partido, esta coyuntura política comenzó a ser aprovechada por Leonel Fernández y el PLD. La situación del PRD y del gobierno del presidente Mejía se agravó al estallar la quiebra de tres bancos importantes (Baninter, Bancrédito y Banco Mercantil de la República Dominicana) lo que provocó una enorme crisis económica, alimentada por la especulación de las fuerzas más conservadoras del país contrarias al PRD.
Desde que terminó la última campaña, Fello Suberví estuvo en la lista de candidatos potenciales para las elecciones presidenciales de 2004, y expresó varias veces sus intenciones para convertirse en candidato, dijo que perseguiría la posibilidad, notando que "Quiero ser Presidente y voy a ser Presidente".
En el 2004 encuestas situaban a Fello Suberví con posibilidades de ser el candidato presidencial del Partido Revolucionario Dominicano, pero se impuso una reforma constitucional para la reelección del entonces presidente Hipólito Mejía.
Esta reforma le ocasionó a Mejía problemas al interno de su partido provocando una división dentro de sus principales dirigentes. El denominado Grupo de los Siete se unió para irse en contra de Mejía, con objetivo evitar su repostulación como candidato a la presidencia. Pero esta unión no logró su cometido y Hipólito Mejía logró repostularse.
Luego de consulta con sus seguidores en la base del Partido Revolucionario Dominicano Fello Suberví llegó a un acuerdo político con Hipólito Mejía y aceptó ser su compañero de boleta para las elecciones presidenciales de mayo del 2004.
Todos estos ingredientes provocaron la derrota de Hipólito Mejía de manos de Leonel Fernández y del PLD en las elecciones presidenciales de 2004, EL PRD obtuvo su peor resultado desde 1990 al obtener apenas un 33.4 % frente al 57.3 % de los conservadores del PLD liderados por Fernández.
En ese año, luego de las elecciones. Hatuey De Camps, presidente del PRD en ese entonces, renuncia del partido para evitar ser expulsado y así formar el Partido Revolucionario Social Demócrata, Muchos se fueron con él hacia el nuevo partido, otros en cambio se quedaron y se agruparon en torno a la figura de Miguel Vargas Maldonado.

### Vuelta a la oposición y surgimiento delMVP
En junio del 2005, el PRD realiza un proceso de renovación interna en el cual se escogió a sus nuevas autoridades por voto universal, siendo electos para presidente Ramón Alburquerque, y para secretario general, el Lic. Orlando Jorge Mera. Esta nueva dirección generó muchas expectativas en la militancia del PRD, por ser la primera vez en veinte años que el partido escogía a sus autoridades mediante una elección competida.
El primer paso de esta nueva dirección fue la concertación de una alianza con el Partido Reformista Social Cristiano, su eterno rival, en un hecho sin precedentes en la historia dominicana. Ambos partidos conformaron la denominada Gran Alianza Nacional con miras a las elecciones parlamentarias y municipales del 16 de mayo de 2006, para cerrarle el paso a Leonel Fernández y al PLD. Pero esta alianza no logra los resultados esperados, el PRD baja a 6 senadores, perdiendo la mayoría absoluta en ambas cámaras y una pérdida notable de alcaldías en todo el país. El liderazgo de ese entonces queda cuestionado y el partido baja a un 14 % en las principales encuestas.
En 2007, Miguel Vargas Maldonado, antiguo colaborador de Hatuey De Camps, ganó con abrumadora mayoría la nominación a la presidencia de la república por el PRD. Vargas emprendió una ardua campaña para obtener la victoria en las elecciones fijadas para el 16 de mayo del año 2008. Al final, debido a ciertas rencillas internas y junto al uso abusivo de los fondos del estado, el PRD perdió de Leonel Fernández y el PLD.
Tras las elecciones de 2008, Miguel Vargas se perfilaba como el único líder del PRD, pero esto no sería así hasta que en mayo del 2011, en medio de la parálisis generada por la reforma constitucional (en la que los partidos políticos principales no se ponían de acuerdo en el punto de la reelección), firmó un acuerdo con el presidente Leonel Fernández y resolver de esta manera la crisis política que existía en el momento para la aprobación de una reforma constitucional en el congreso de la república.
Con este acuerdo, Vargas rescataba el principio de No reelección presidencial consecutiva que fue violado en el año 2002 por el entonces presidente Hipólito Mejía y evitando una posible reforma que implicaba la repostulación por otros dos periodos más del actual incumbente. Algunos opinan que Miguel Vargas violó de manera abrupta la institucionalidad del Partido Revolucionario Dominicano (a pesar de que aquel no firmó a nombre de este, por lo que no existiría ninguna violación), pero en ese momento fue aplaudido por muchos de los militantes de la organización que perfilaban este acuerdo como una catapulta de este nuevo líder hacia la presidencia en los comicios que se celebrarían en el 2012.

### Miguel Vargas en la presidencia del PRD
En el mes de mayo, el Comité Ejecutivo Nacional elige a Miguel Vargas Maldonado como Presidente del PRD, fue elegido con los 244 dirigentes del CEN, una gran parte de ellos partidarios del expresidente Hipólito Mejía, quien en ese momento se encontraba retirado de la política. Proclamado en julio y convocando a elecciones para elegir los demás puestos dirigenciales, así como a un referéndum para ratificar a Vargas al frente del partido.
Vargas logró concitar el apoyo de diferentes grupos del PRD en el momento de haber sido elegido presidente del PRD por el Comité Ejecutivo Nacional en mayo del 2009. Esta simpatía la perdió luego de retirar su apoyo a Guido Gómez Mazara quien corría en ese momento como candidato a la Secretaría General del Partido. Vargas mandó a inscribirse a una reelección al incumbente en el cargo Orlando Jorge Mera para así castrar las aspiraciones de Gómez Mazara. Este acto se entendió como una alta traición y provocó una división en el PRD.
En las elecciones resultaron ganadores Orlando Jorge Mera en la Secretaría General, con el 60 % de los votos, frente al 40 % de Guido Gómez Mazara y Geanilda Vásquez que obtuvo la Secretaría General de organización obteniendo un 48 % de los votos, contra Tony Peña Guaba que obtuvo un 42 % y 10 % de Fausto Liz. Al mismo tiempo, Miguel Vargas Maldonado obtuvo la aprobación del 98 % de la militancia del PRD y un 95% para derogar la prohibición de que el presidente del partido aspirara a la Presidencia de la República en el 2012, además de este, tenían vetada la posibilidad de aspirar a cargos electivos el presidente en funciones y el secretario general.
Los perdedores de este proceso convencionario manifestaron sus dudas sobre la legitimidad de estas elecciones internas. El papel desempeñado por el presidente de la Comisión Tomas Hernández Alberto fue severamente cuestionado en cuanto a su objetividad. Guido Gómez Mazara acusó frontalmente a la cúpula del partido de orquestar un fraude en su contra. Del mismo modo se pronunció Tony Peña Guaba.
Posteriormente, el proceso convencionario resultó otra pesadilla para la gestión de Vargas Maldonado, imponiendo candidatos y reservando cuotas (aunque los propios estatutos del partido le da facultad unilateral para hacerlo). Fruto de esto renunciaría un gran colaborador del gobierno de Mejía, el diputado de Azua Rafael Calderón, al verse imposibilitado de ser candidato a senador, pasó a las filas del partido gobernante, del cual es senador. La situación de Calderón fue vivida por miles de dirigentes que fueron castrados por Vargas de llevar sus candidaturas, ya que este favoreció a personas que respondían a sus intereses para que fueran candidatos en las diferentes demarcaciones.
En el 2010 el PRD, con toda la maquinaria del estado y del gobierno de Leonel Fernández y del PLD en contra, se avocó al proceso para elegir un nuevo senado y un nuevo congreso para los próximos 6 años. Los Primeros resultados no oficiales de las elecciones del 16-M hablaban de un incremento en la matrícula de senadores de 6, que sacó el partido en 2006 a 11-12, pero en el primer boletín de la Junta Central Electoral (JCE) publicó que el PRD solo obtenía 4 senadores. Al final de la noche, el PRD tenía 5 senadores con tendencia a ganar estas, pero a la mañana del día siguiente, 17 de mayo, el PRD solo se quedaba con 1 sola (Pedernales), Provincia que al final fue arrebatada por el PLD tras impedir el conteo total de los votos. A pesar de todo esto, el PRD se convirtió en la fuerza más votada, superando en 200 000 votos al PLD.

### Convención del PRD (2011)
El 6 de marzo del año 2011 se celebró la XXIX Convención extraordinaria del partido para la elección del candidato a presidente de la república en las elecciones de mayo de 2012. Para esta convención fueron elegidos como comitiva tres dirigentes del PRD: Enmanuel Esquea Guerrero, Hugo Tolentino Dipp y Milagros Ortiz Bosch.
El grupo de Hipólito Mejía había vuelto a crecer enormemente, gracias a las críticas a la gestión de Vargas Maldonado, y bajo el lema de "Llegó Papá". Las elecciones transcurrieron con normalidad. Se esperaba un primer boletín a las 3 a. m., pero se pospuso para las 6 a. m. Pero llegaban las 11 a. m. y aún no se emitía el primer boletín, lo que creó sospechas sobre el por qué no se había dado los primeros resultados preliminares.
La comisión organizadora esperó resultados "concluyentes" debido al cerrado margen de la elección. Al tener estos supuestos resultados, como un acto de cortesía el señor Hugo Tolentino Dipp fue a llevar los datos a Hipólito Mejía, y Enmanuel Esquea a Vargas Maldonado. Vargas le pidió un tiempo antes de que publicase los datos para evaluarlo a Esquea Guerrero y este se lo concedió. Una vez de vuelta a las instalaciones de la Comisión, Esquea Guerrero se da por enterado de que Vargas desconoció los resultados tras confirmar que miles de peledeístas votaron en la convención.
A eso de las 2 de la tarde, la comisión organizadora de la convención decidió dar todos los boletines conclusivos de la victoria de Mejía. Según estos boletines Hipólito Mejía, apoyado por el sector más conservador del partido obtuvo el 54 % de los votos, frente a su contrincante, el presidente del partido Miguel Vargas Maldonado que obtuvo un 46 %.
Este hecho fue de los más inusuales e increíbles en la democracia moderna dominicana, ya que estos resultados se ofrecieron más de 12 horas después de cerrados los colegios electorales, además de que a falta de una cantidad importante de actas por computar, la Comisión Organizadora proclamó candidato presidencial a Mejía, esta comisión no tenía facultad ni competencias para hacerlo.
A partir de ahí, el proceso fue tortuoso y problemático, luego de varios días de conflicto, una comisión de disciplina integrada por Julio Mariñez y Fiquito Vasques (expulsado en 1998 por Esquea Guerrero después de pasarse al partido de gobierno pero reaceptado por Mejía poco tiempo después) intentó expulsar al Presidente de la comisión organizadora de la convención Enmanuel Esquea Guerrero, Miguel Vargas Maldonado e Hipólito Mejía llegaron a un acuerdo y los conflictos se solucionaron, aunque hasta el 27 de abril, Enmanuel Esquea Guerrero se reconcilió con sus hermanos políticos y regresó a las filas del partido. En abril, Miguel Vargas Maldonado Aceptó la victoria de Mejía un mes después luego de que todas sus reclamaciones no serían escuchadas y en mayo, Vargas juramentó y proclamó a Mejía como Candidato a la presidencia por el PRD.

### El PRD en las elecciones del 2012
El PRD no tuvo mayor fortuna en las elecciones generales a la presidencia y para diputados de ultramar, celebrados el 20 de mayo. La fórmula Hipólito Mejía a la presidencia y Luis Abinader para el cargo de Vicepresidente quedó en un segundo lugar frente a la fórmula gobernante del Partido de la Liberación Dominicana, que postulo al veterano político Danilo Medina a la presidencia y a Margarita Cedeño a la vicepresidencia. La lista blanca alcanzó 2 129 991 votos para un 46.95 %. A pesar de la derrota, el PRD sigue siendo en términos individuales la principal fuerza política del país, ganándole al PLD 28 provincias de partido a partido y logra obtener 4 diputados de ultramar de 7 en disputa.

### El PRD en las elecciones del 2016
El PRD sufrió una gran debacle en las elecciones generales del 2016. Apoyando a la fórmula Danilo Medina a la presidencia y Margarita Cedeño a la vicepresidencia, por el Partido de la Liberación Dominicana. Quedó en cuarto lugar siendo superado por el Partido de la Liberación Dominicana, el Partido Revolucionario Moderno y el Partido Reformista Social Cristiano. El partido del jacho prendido obtuvo un poco más del 5% de los votos válidos. Además obtuvo 16 diputados, un senador y tres parlamentarios centroamericanos.

## Ideología y principios
El Partido Revolucionario Dominicano, como culminación del proceso de crisis y redefinición institucional que ha vivido en los últimos tiempos, adoptó solemnemente, en su décimo-tercera Convención Nacional Ordinaria finalizada el día 25 de febrero de 1990, Una Declaración de Principios como base doctrinaria de la organización. Esta Declaración es el resultado del trabajo colectivo del Partido.
Esta declaración supone así mismo la culminación de un largo proceso de evolución de las ideas políticas en el PRD desde su fundación en el exilio hacia el año 1939, con la propia definición de su lema: "Soberanía Nacional, Libertad, Democracia y Justicia Social". Tales principios, que se identificaron con el populismo latinoamericano muy en boga en ese período, se enriquecieron posteriormente en la fragua de la Segunda Guerra Mundial, en virtud de las luchas contra el fascismo y la dominación extranjera que dominaron el panorama político, lo cual condujo gradualmente al fortalecimiento de ese populismo que se manifestó indistintamente bajo los epígrafes de "nacionalismo revolucionario" y de "izquierda democrática".
El Partido Revolucionario Dominicano (PRD) es una organización política que expresa las ideas y aspiraciones de amplios sectores del pueblo dominicano, compuesto de campesinos, obreros, intelectuales, estudiantes, profesionales, pequeños y medianos productores, empresarios democráticos, mujeres y jóvenes conscientes, desempleados y subempleados y en fin, de todos los dominicanos que aspiran a realizar un programa de reformas sociales, económicas y políticas que asegure a las grandes masas populares los beneficios de su trabajo y de las riquezas naturales, dentro de un marco de independencia, justicia y libertad.
Durante la presidencia de Miguel Vargas, sus acérrimos detractores lo acusan de mover al partido hacia la centro-derecha política, otros en cambio enfatizan que quienes han movido ese partido a otro espectro político han sido los que durante el periodo 1999-2009 fueron los que violaron el principio de 'no reelección' y controlaron el partido, impidiendo el paso a una nueva generación de líderes que debió surgir si no hubiese pasado ese suceso.

## Organismos Institucionales del partido

### Comité Ejecutivo Nacional
El Artículo 28 de los estatutos del PRD dice:
El Comité Ejecutivo Nacional (CEN) es el máximo organismo ejecutivo de dirección del Partido y estará integrado por los miembros siguientes:
1. El(la) Presidente(a)
2. El(la) Presidente(a) en Funciones
3. Los(as) Vicepresidentes(as)
4. El(la) Secretario(a) General,
5. Los(as) Subsecretarios(as) Generales
6. El(la) Secretario(a) Nacional de Organización y otros(as) cuatro (4) miembros elegidos(as) por su organismo directivo.
7. El(la) Secretario(a) Nacional de Asuntos Electorales y otros(as) cuatro (4) miembros elegidos(as) por su organismo directivo.
8. El(la) Secretario(a) Nacional de Educación y Doctrina y otros(as) cuatro (4) miembros elegidos(as) por su organismo directivo.
9. El(la) Secretario(a) Nacional de Comunicaciones y otros(as) cuatro (4) miembros elegidos(as) por su organismo directivo.
10. El(la) Secretario(a) Nacional de Finanzas y otros(as) cuatro (4) miembros elegidos(as) por su organismo directivo.
11. El(la) Secretario(a) de Relaciones Internacionales y otros(as) cuatro (4) miembros elegidos(as) por su organismo directivo.
12. El (la) Secretario(a) de Gestión con la Sociedad Civil y otros(as) cuatro (4) miembros elegidos(as) por su organismo directivo.
13. Los(as) Directores(as) y otros(as) cuatro (4) miembros de los Departamentos Nacionales, elegidos(as) por su organismo directivo.
14. Los(as) Presidentes(as) y otros(as) nueve (9) miembros de los Frentes de Masas elegidos(as) por el pleno de su organismo directivo.
15. Los(as) Presidentes(as) de los Comités Provinciales.
16. Los(as) Presidentes(as) de los Comités Municipales.
17. Los(as) Presidentes(as) de Seccionales en el Exterior.
18. Los(as) Presidentes(as) de las Regiones Nacionales, del Distrito Nacional, la provincia Santo Domingo, Santiago y de otras provincias que sean creadas.
19. Todos(as) los(as) miembros del PARLACEN que sean postulados(as) por el Partido y electos(as) por el voto popular.
20. Hasta ciento cincuenta (150) miembros titulares, designados(as) por la Convención Nacional Ordinaria.
21. Los(as) Senadores(as) y Diputados(as) en calidad de miembros ex officio.
22. Los(as) Síndicos(as) Municipales en calidad de miembros ex officio.
23. Los(as) Delegados(as) Políticos(as) Provinciales de la Secretaría Nacional de Organización.

### Comisión Política del Comité ejecutivo Nacional
El artículo 32 de los estatutos del PRD dice:
La Comisión Política del Comité Ejecutivo Nacional estará integrada por los(as) siguientes dirigentes del Partido:
1. El(la) Presidente(a)
2. El(la) Presidente(a) en Funciones
3. Treinta (30) Vicepresidentes(as)
4. El(la) Secretario(a) General
5. Treinta (30) Subsecretarios(as) Generales
6. El(la) Secretario(a) Nacional de Organización
7. Los(as) Secretarios(as) Nacionales de Asuntos Electorales, Educación y Doctrina, Relaciones Internacionales, Finanzas, Gestión con la Sociedad Civil, y de Comunicaciones.
8. El(la) Presidente(a) de la Comisión Permanente de Reforma del Partido.
9. Cinco (5) Secretarios(as) Políticos(as).
10. Los(as) Directores(as) de los Departamentos Nacionales.
11. Los(as) Presidentes(as) de los Frentes de Masas.
12. El(la) Presidente(a) del Comités del Distrito Nacional.
13. Los(as) Presidentes(as) de los Comités Provinciales de Santo Domingo y Santiago.
14. Los(as) Presidentes(as) de los Comités de Municipios cabeceras de las provincias Santo Domingo y Santiago.
15. Los(as) Presidentes(as) de Regiones Nacionales.
16. Los(as) Voceros(as) de los Bloques Parlamentarios.
17. El(la) Delegado(a) Político(a) ante la Junta Central Electoral.
18. Los(as) Presidentes(as) de las Cámaras Legislativas, siempre y cuando sean miembros del Partido Revolucionario Dominicano.

Otros organismos del Partido Revolucionario Dominicano son:
1. Secretarías[17]
2. Departamentos[18]
3. Comisión Nacional de Control (CNC)[19]
4. Presidentes Locales[20]
5. Presidentes Seccionales[21]

## Juventud Revolucionaria Dominicana (JRD)
La Juventud Revolucionaria Dominicana (JRD) es el organismo de juventud del Partido Revolucionario Dominicano (PRD), está conformado como el partido mismo en todas las provincias, municipios y distritos municipales del país. Actualmente el presidente de la JRD es el joven licenciado Ramón Arnaldo Pimentel Vargas. 

## Candidaturas y sus eslóganes de campaña
1962
Juan Bosch - Presidente - ("Borrón y cuenta nueva")
Segundo González - Vicepresidente
1966
Juan Bosch - Presidente
Segundo González - Vicepresidente
1974
Antonio Guzmán - Presidente
Elías Wessin y Wessin - Vicepresidente
1978
Antonio Guzmán - Presidente - ("para acabar con la corrupción vota blanco") ("para el cambio sin violencia vota blanco")
Jacobo Majluta - Vicepresidente
1982
Salvador Jorge Blanco - Presidente - ("Manos Limpias") (“¿Quién te salva? Salvador”) (“Una nueva generación al poder”)
Manuel Fernández Mármol- Vicepresidente
1986
Jacobo Majluta Azar - Presidente ("Con Jacobo Ganamos Todos")
Nicolás Vargas - Vicepresidente
1990
José Francisco Peña Gómez - Presidente ("Es tiempo") ("Vota Blanco por el Negro")
Hipólito Mejía - Vicepresidente
1994
José Francisco Peña Gómez - Presidente ("El Presidente que Invertirá en la Gente")
Fernando Álvarez Bogaert - Vicepresidente
1996
José Francisco Peña Gómez ("Primero la gente") ("Por fin")
Fernando Álvarez Bogaert (Vicepresidente)
Congresuales y Municipales 1998
José Francisco Peña Gómez - Sindico ("Cuenta conmigo") ("Lo mejor para la capital")
Milagros Ortiz Bosch - Senadora ("Cuenta conmigo") ("Lo mejor para la capital")
Johnny Ventura - (Sindico Electo del Distrito Nacional Tras La Muerte de José Francisco Peña Gómez)
2000
Hipólito Mejía - Presidente ("La esperanza de la gente") ("Gobernaré para todos sin olvidarme de los míos")
Milagros Ortiz Bosch - Vicepresidente
2004
Hipólito Mejía - Candidato a Presidente ("Ahora para los tiempos buenos")
Fello Suberví - Vicepresidente
2008
Miguel Vargas Maldonado - Candidato a Presidente ("El cambio para mejorar")
José Joaquín Puello - Vicepresidente
2012
Hipólito Mejía - Candidato a Presidente ("Llegó Papá") ("Un mejor país, pero para todos").
Luis Abinader - Vicepresidente
En las elecciones de 2016 y 2020 han apoyado al Partido de la Liberación Dominicana (PLD) con Danilo Medina y Gonzalo Castillo respectivamente.

## Divisiones
- En 1962, Joaquín Balaguer nombra a Nicolás Silfa como Secretario de Trabajo. Esto motiva su expulsión, formándose el Partido Revolucionario Dominicano Auténtico.

- En 1973, Bosch renuncia al PRD por conflictos internos, y forma el Partido de la Liberación Dominicana. José Francisco Peña Gómez queda como líder del PRD.

- En el período 1987, el PRD sufre una tercera división cuando Jacobo Majluta forma el Partido Revolucionario Independiente (PRI), y Peña Gómez el Bloque Institucional Socialdemócrata (BIS). Majluta se lleva consigo líderes de cabecera del Partido, pero Peña retorna al partido poco después.

- En marzo de 2005, se produce una nueva escisión del PRD: El licenciado Hatuey De Camps forma el Partido Revolucionario Social Demócrata. Hatuey es expulsado del PRD por presuntamente traicionar al que fuera hasta ese entonces su partido, aunque alegaba que estaba siguiendo los estatutos del PRD. La dirigencia lo acusó de traidor y tomó la opción de expulsarlo.

- En julio de 2005, esta organización política lleva su cabo su Convención Interna para relanzar la organización, realizando consultas a sus bases, Seminarios de Autocríticas, y dando mayor apertura a un nuevo liderazgo joven en sus estructuras.
- En marzo de 2011, luego de que el Ing. Hipólito Mejía ganara la convención celebrada en ese año el Ing. Miguel Vargas Maldonado no reconoce los resultados y alega fraude en dicha convención, no se integra a la campaña política manteniéndose al margen de toda la campaña electoral y aumentan las tensiones por las declaraciones públicas de ambos. Luego de pasadas las elecciones del 2012 en las que el PRD pierde, se intensifica la división con expulsiones y suspensiones de connotados miembros del partido entre ellos: Hipólito Mejía,Luis Abinader, Andrés Bautista, Orlando Jorge Mera y Geanilda Vázquez. Esta división ha sido calificada por politólogos como la más tensa y difícil por los grandes intereses que se presentan.

- En agosto de 2014: A mediados de agosto de 2014 enfrentará la que será la mayor escisión en su historia política, tras intensas luchas internas que datan de 2011 entre Miguel Vargas Maldonado y la facción denominada como los "viejos robles",[22] y que llegaron a su clímax con una elección de dirigentes partidarios empañada por incidentes efectuada el 21 de julio de 2014.[23][24][25]

Unos 35 diputados y una cantidad no determinada de alcaldes, así también como altos dirigentes perredeístas, entre ellos, Orlando Jorge Mera (exsecretario general), Geanilda Vásquez (exsecretaria de organización), Andrés Bautista, Milagros Ortiz Bosch, Fello Suberví, Guido Gómez Mazara, Luis Abinader, e Hipólito Mejía, abandonaron el PRD para fundar el Partido Revolucionario Moderno.

## Resultados electorales
|  | 59.53 % |

|  | 39.04 % |

|  | 52.36 % |

|  | 46.70 % |

|  | 39.20 % |

|  | 23.23 % |

|  | 41.55 % |

|  | 48.75 % |

|  | 49.87 % |

|  | 33.65 % |

|  | 40.48 % |

|  | 40.48 % |

|  | 61.74 % |

|  | 37.46 % |